# Galim
Galim ist eine Gemeinde in Kamerun in der Region Ouest im Département Bamboutos. 

## Geografie
Galim liegt etwa 10 Kilometer westlich des Bamendjing-Sees.

## Verkehr
Galim liegt an der Provenzialstraße P15.